# Bhajarangi
Bhajarangi è un film del 2013 diretto da A. Harsha.

## Colonna sonora
1. Arjun Janya – Bossu Nam Bossu
2. Shankar Mahadevan – Jai Bhajarangi
3. Karthik – Jiya Teri Jiya Meri
4. Kailash Kher – Re Re Bhajarangi
5. Anuradha Bhat – Sri Krishna